# Phil Rudd
Phil Rudd, teljes nevén Phillip Hugh Norman Witschke Rudzevecuis (Melbourne, 1954. május 19. –) ausztrál dobos.  Az AC/DC tagja 1973-1983 között, majd 1994-től. Mark Evans basszusgitáros távozása után ő maradt az egyetlen ausztrál tag.
Rudd Sonor dobokat és Paiste cintányérokat használ. Egyszerű "2/4-es" ütemekből álló stílusa a zenekar hangzásának egyik fontos védjegye. Mindazonáltal a rock egyik legmeghatározóbb dobosa.

## Diszkográfia
- 1975 T.N.T.
- 1976 High Voltage
- 1976 Dirty Deeds Done Dirt Cheap
- 1977 Let There Be Rock
- 1978 Powerage
- 1978 If You Want Blood (You've Got It)
- 1979 Highway to Hell
- 1980 Back in Black
- 1981 For Those About to Rock
- 1983 Flick of the Switch
- 1984 '74 Jailbreak
- 1995 Ballbreaker
- 1997 Bonfire Box Set
- 2000 Stiff Upper Lip
- 2008 Black Ice
- 2014 Rock or Bust
- 2020 Power Up

## Felszerelés
Rudd Sonor dobokat, Paiste tányérokat, és Easton Ahead dobverőket használ.
- Dobok:
  - 22x18" Bass Drum
  - 13x13" Tom Tom
  - 16x16" Floor Tom
  - 18x18" Floor Tom
- Tányérok:
  - 14" Medium Hi-Hat
  - 20" Crash
  - 19" Crash
  - 20" Crash
  - 20" Crash
  - 19" Crash
  - 19" Crash
  - 19" Crash
- Drumheads:
  - Evans Drumheads:
    - Bass Drum: EQ2
    - Toms: Clear G2 on the batter side, EC Resonant on the resonant side
    - Snare: EC Reverse Dot on the batter side, Hazy 300 on the resonant side, PureSound "Blasters" Snare Wire
- Hardware:
  - Sonor 600 Series:
    - DT 670 Drum Throne
    - SS 677 Snare Stand
    - CBS 672 Cymbal Boom Stands (6x)
    - CBA 672 Cymbal Boom Arm

  - Sonor GSP 3 Giant Step Bass Drum Pedal
  - Sonor 5000 Series Double Tom Stand
  - Sonor 5000 Series Hi-Hat Stand

## Külső hivatkozások
- acdcrocks.com
- ac-dc.cc Archiválva 2008. szeptember 13-i dátummal a Wayback Machine-ben
- drummerworld.com